# Simonides von Keos
Simonides von Keos (altgriechisch Σιμωνίδης ὁ Κεῖος Simōnídēs ho Keíos; * 557/556 v. Chr. in Iulis auf Keos; † 468/467 v. Chr. in Akragas) war ein griechischer Dichter und zählt zum Kanon der neun Lyriker.

## Leben
Simonides von Keos entstammte einer aristokratischen Familie. Mütterlicherseits war er ein Onkel des Chorlyrikers Bakchylides. Nach seiner auf Keos genossenen musischen Ausbildung wirkte er einige Zeit im Umkreis seiner Heimatinsel, ehe er nach Athen ging, das unter Hipparchos eine kulturelle Blüte erlebte und Lyriker wie Anakreon und Lasos beheimatete. Nach der Ermordung des Hipparchos (514 v. Chr.) diente Simonides in Krannon und Pharsalos verschiedenen thessalischen Fürstengeschlechtern. Während der Perserkriege (490–480 v. Chr.) weilte er wieder in Athen. Er war ein enger Freund des Atheners Themistokles und des Spartaners Pausanias, beide bedeutende Heerführer während der Perserkriege. Hieron I. von Syrakus lud ihn und Bakchylides nach Sizilien ein, wo beide Dichter mit dem Chorlyriker Pindar zusammentrafen. Mit diplomatischem Geschick gelang es Simonides, einen Krieg zwischen den Tyrannen Hieron und Theron von Akragas zu verhindern. Hochbetagt starb Simonides um 468 v. Chr. in Akragas.

## Dichtung
Das umfangreiche Werk des Simonides ist nur äußerst fragmentarisch überliefert. Es umfasste Siegeslieder (Epinikien), die die Alexandriner nach Kampfesarten geordnet haben. Wahrscheinlich hat Simonides dieses Genre begründet. Er komponierte eine große Zahl Dithyramben, mit denen er im Agon 56-mal siegte, außerdem Paiane, Threnoi und monodische, also von einem Einzelnen gesungene Lyrik (z. B. ein fragmentarisch von Platon überliefertes Trinklied für den Fürsten Skopas II. und – kürzlich durch neue Fragmente kenntlicher gewordene – Lieder und Elegien zu Anlässen der Perserkriege). Besondere Berühmtheit erlangte ein Buch Epigramme.
Simonides wurde oft fälschlich das Thermopylen-Epigramm zugeschrieben, die Inschrift auf dem Gedenkstein für die Spartaner, die sich 480 v. Chr. bei der Verteidigung der Thermopylen gegen die Perser bis auf den letzten Mann aufopferten. In der Übersetzung Schillers lautet es:

„Wanderer, kommst du nach Sparta, verkündige dorten, du habest
       Uns hier liegen gesehn, wie das Gesetz es befahl.“

## Erfindung der Mnemonik
Bei Griechen und Römern galt Simonides von Keos als Erfinder der Gedächtniskunst, der Mnemotechnik. Diesbezügliche Aussagen finden sich bei Cicero, Quintilian, Plinius, Aelianus, Ammianus Marcellinus, in der Suda und der Parischen Chronik. Die Parische Chronik ist eine Marmortafel etwa aus dem Jahr 264 v. Chr., die im 17. Jahrhundert in Paros gefunden wurde und die legendären Daten von Entdeckungen verzeichnet, wie die der Flöte, der Einführung des Getreides durch Demeter und Triptolemos und der Veröffentlichung von Orpheus’ Dichtungen; sowie in der geschichtlichen Zeit vor allem Feste und die dabei verliehenen Preise. Darunter gibt es auch eine Passage über Simonides: „Seit der Zeit, da der Keaner Simonides, Sohn des Leoprepes, der Erfinder des Systems der Gedächtnishilfen, den Chorpreis in Athen gewann und Statuen zu Ehren des Harmodios und des Aristogeiton errichtet wurden, 213 Jahre.“ (Das wäre 477 vor Christus.)

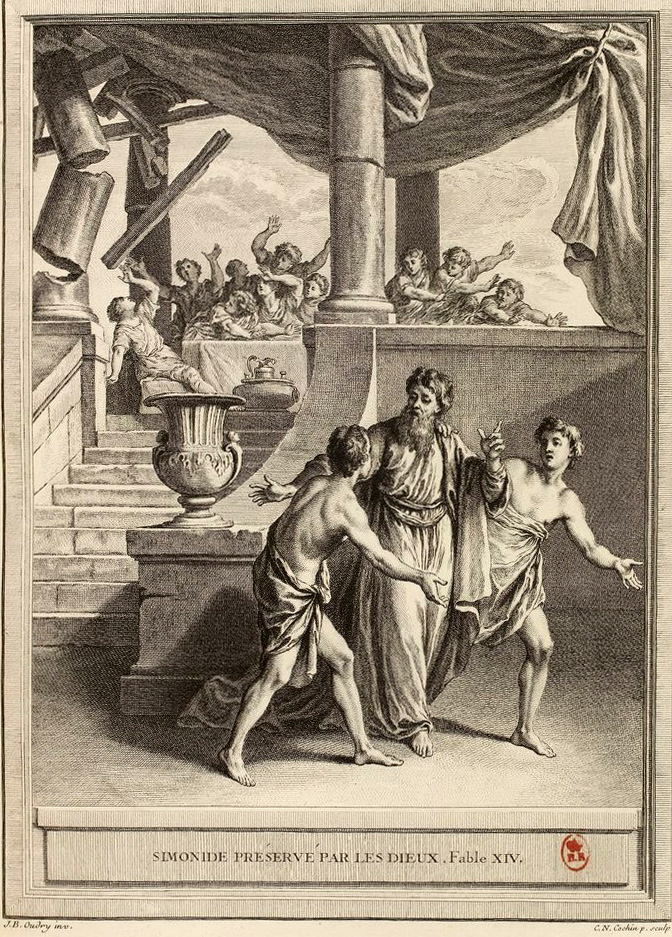
Simonides wird von den Göttern bewahrt – Kupferstich von Charles-Nicolas Cochin (1715–1790)

Cicero, der sich in De oratore mit der Redekunst (Rhetorik) und damit auch mit der Mnemotechnik beschäftigt, überliefert folgende Anekdote zu Simonides:

„Bei einem Festmahl, das von einem thessalischen Edlen namens Skopas veranstaltet wurde, trug Simonides zu Ehren seines Gastgebers ein lyrisches Gedicht vor, das auch einen Abschnitt zum Ruhm von Kastor und Pollux enthielt. Der sparsame Skopas teilte dem Dichter mit, er werde ihm nur die Hälfte der für das Loblied vereinbarten Summe zahlen, den Rest solle er sich von den Zwillingsgöttern geben lassen, denen er das halbe Gedicht gewidmet habe. Wenig später wurde dem Simonides die Nachricht gebracht, draußen warteten zwei junge Männer, die ihn sprechen wollten. Er verließ das Festmahl, konnte aber draußen niemanden sehen. Während seiner Abwesenheit stürzte das Dach des Festsaals ein und begrub Skopas und seine Gäste unter seinen Trümmern. Die Leichen waren so zermalmt, dass die Verwandten, die sie zur Bestattung abholen wollten, sie nicht identifizieren konnten. Da sich aber Simonides daran erinnerte, wie sie bei Tisch gesessen hatten, konnte er den Angehörigen zeigen, welches jeweils ihr Toter war. Die unsichtbaren Besucher, Kastor und Pollux, hatten für ihren Anteil an dem Loblied freigebig gezahlt, indem sie Simonides unmittelbar vor dem Einsturz vom Festmahl entfernt hatten.“

Dieses Ereignis soll ihm verdeutlicht haben, dass es vor allem die Ordnung ist, die ein gutes Gedächtnis ausmache. Die Motivation, Simonides als Erfinder der Mnemotechnik zu tradieren, mag darin zu suchen sein, dass er im Sehvermögen den stärksten aller Sinne sah und Malerei als schweigende Dichtung verstand. Diese Verbindung von Wort und Bild findet sich in der klassischen Gedächtniskunst, indem zu erinnernde Worte durch Bilder symbolisiert werden. Mit dem Wissen um die rhetorische Mnemotechnik lässt sich der Simonides-Mythos als Paradebeispiel der mnemotechnischen Vorgehensweise verstehen.

## Ausgaben und Übersetzungen
- Orlando Poltera (Hrsg.): Simonides lyricus. Testimonia und Fragmente (= Schweizerische Beiträge zur Altertumswissenschaft. Band 35). Schwabe, Basel 2008, ISBN 978-3-7965-2430-1.
- Oskar Werner (Hrsg.): Simonides. Bakchylides. Heimeran, München 1969 (griechisch und deutsch).
- David Sider (Hrsg.): Simonides: Epigrams and Elegies. Oxford University Press, Oxford 2020.